# Hardcore punk
El hardcore punk, més comunament anomenat hardcore, és un subgènere musical derivat del punk. Es caracteritza per ser l'evolució musical dels aspectes més enèrgics del punk: tempos i compassos ràpids, a ritmes de bateries ràpids i agressius; línies de guitarres executades veloçment i amb pocs arranjaments, amplificades amb un so de distorsió; el baix generalment fa la mateixa nota de l'acord de la guitarra (sense escales, ocasionalment amb octaves); la veu és quasi cridada i ràpida; les cançons solen ser curtes (a penes dos minuts).

## Orígens

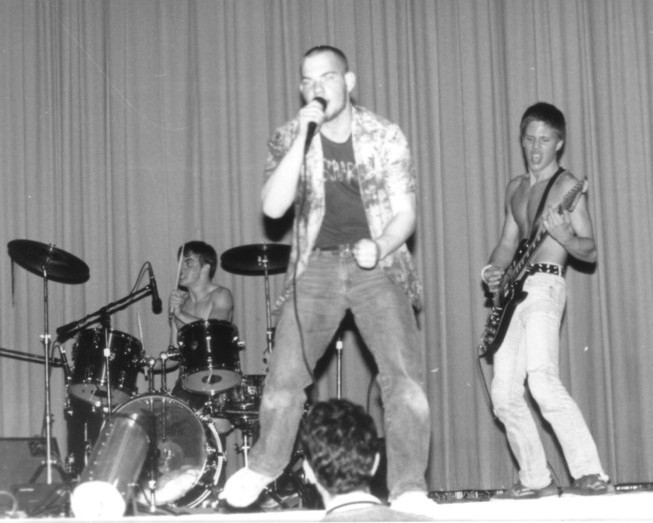
El grup Siege, el 1984

El hardcore va nàixer al final de la dècada de 1970 i l'inici dels anys 1980. Els primers intèrprets d'aquest gènere musical van ser grups com Black Flag (1976), Bad Brains (1977), Middle Class (1978), The Misfits, The Teen Idles i The Untouchables (1979) que tocaven un punk accelerat i més pesat que altres grups més tradicionals, com Sex Pistols o The Ramones. El nom del moviment procedeix de LP de DOA, Hardcore 81, que descrivia perfectament a la nova generació de punks.
Una nova generació d'adolescents que havien crescut al sud de Califòrnia escoltant grups de punk i sentien que no hi havia grups d'aqueix estil, conjuntament amb un sentiment de rebuig i exclusió de la societat i el desacord amb els ideals de "típic adolescent" van omplir aquest buit en forma de grups ràpides i pesades que havien creat una nova música de protesta.
Aquest estil, igual que el gènere punk, es deu en part a The Ramones, The New York Dolls, The Damned i The Sex Pistols, els que van assentar les bases per al punk, que més tard seria influència per al hardcore i els seus subestils. Black Flag va introduir els canvis de notes més ràpids i Bad Brains la velocitat de la bateria i van usar canvis de notes fins i tot més ràpids que Black Flag. Açò ocorria entre 1978 i 1979. Generalment s'anomena a Bad Brains com el primer grup a tocar hardcore des de 1978. L'època en què més grups haurien començat a tocar aquest estil seria en el 79/80, però el 1978 un grup punk alternativa o "experimental" d'Aurenja County, Califòrnia anomenada Middle Class, va gravar un EP anomenat "Out of vogue" que contenia 4 peces idèntiques al que més tard seria anomenat hardcore punk. No obstant això, el 1979 Middle Class va començar a influenciar-se per grups com Joy Division i van canviar radicalment el seu estil, tocant lent, quelcom totalment diferent del que feien en els seus inicis. Indubtablement "Out Of Vogue" és el primer EP hardcore que es va gravar, perquè el single de 7" de Bad Brains que contenia "Pay to Cum" i "Stay Close to Me" va eixir el 1979 i el seu disc "Black Dots" gravat el 1978 no va veure la llum fins a 996.
Aquest fenomen es va anar expandint des de ciutats com Washington D.C., on hi havia una escena local en què els principals grups eren Minor Threat i Bad Brains, que es mudaria a Nova York influenciant grups com Cro-Mags, Agnostic Front, Sick of it all, Gorilla Bisquits i Murphy's Law. Boston també va ser escenari d'un moviment que va donar grups com Gang Green. El hardcore també es va expandir pel sud dels Estats Units donant grups com Corrosion of Conformity (C.O.C) de Carolina del Nord i Dirty Rotten Imbeciles (D.R.I.) de Texas.
El Regne Unit contribuiria a l'estil amb el "D Beat", nascut l'any 1980 aproximadament, creat per Discharge.
Alguns dels grups pioneres serien també Circle Jerks (formats en 1979 per l'antic vocalista de Black Flag, Keith Morris), Dead Kennedys o Crass, a les que després se sumarien grups anglesos com Discharge, The Exploited, The Varukers, GBH, etc.
El moviment hardcore representava una forma de rebel·lió contra l'orde establert, emmarcat per l'ascens del neoconservadorisme liberal de la mà de Ronald Reagan als Estats Units i Margaret Thatcher en el Regne Unit. Una forma de vida alternativa als convencionals valors burgesos.
Les figures més reconegudes d'aquest moviment són Ian MacKaye de Minor Threat, Henry Rollins, Glen Ginn de Black Flag, H.R. de Bad Brains, Keith Morris de Black Flag i Circle Jerks.

## Estil

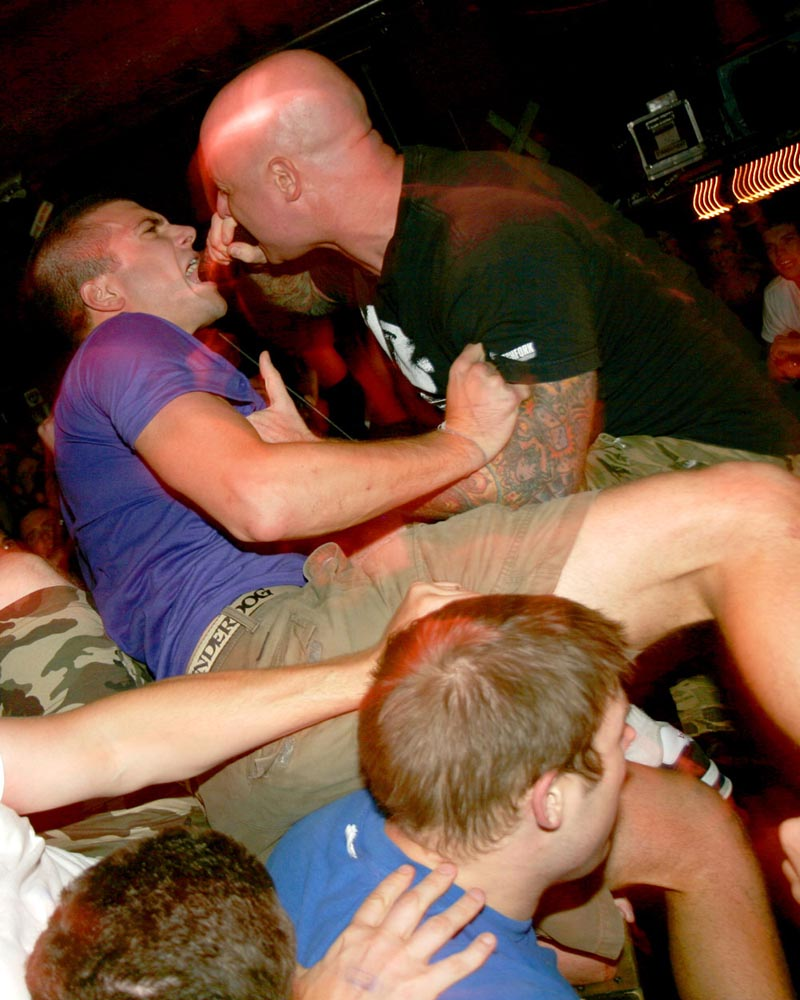
Ball pogo i stage diving en un concert de hardcore

La característica tècnica i expressiva fonamental del hardcore és la velocitat dels ritmes, aplicant compassos de bateria semblants a què utilitzaven altres estils musicals com el folk, el country o el rockabilly en les seues cançons ràpides de ball. A partir d'això, s'han compost moltes cançons que no arriben als habituals tres minuts de mínim del format de cançó popular. Açò crega un ambient musical frenètic, que en els concerts s'expressa a través dels balls pogo, stage diving i slam o mosh, fomentant un ambient carregat d'energia. L'estil expressiu del hardcore a més ha inspirat una temàtica motivacionista en les lletres del punk.
Exemple de partitura de bateria estil D-beat i/o Hardcore:
```
:
H:|x-x-x-x-x-x-x-x-:||

:
S:|-:||

:
K:|o--o-o--o--o-o--:||

:
:-|1 & 2 & 3 & 4 & :
```

(Font:D-beat)
Com a detall peculiar, cal destacar que el hardcore és potser una de les poques fonts del rock en què, inspirades per la velocitat, apareixen discos de cançons de duració pròxima al minut i fins i tot moltes cançons de duració inferior a un minut. Tant els grups pioners com dels diversos estils en què el va derivar el hardcore, han practicat i practiquen aquest format especial.
- Moltes composicions condensen en aqueix interval una estructura completa de cançó de rock, amb diverses estrofes i tornades. Fins i tot hi ha cançons de tres tornades que no aconseguixen el minut de duració, com en el disc "Dirty Rotten Imbeciles" dels clàssics D.R.I..

Alguns discos clàssics de hardcore compten fins a 30 d'aquestes ràpides i enèrgiques cançons, i fins i tot més, en un LP curt. És prou comú trobar-se amb discos d'entre 10 i 20 temes que no arriben als 20 minuts de duració total, com el llarga duració del grup barceloní Rouse, o algunes edicions dels suecs Misconduct.
- Altres vegades es tracta de cançons sense repetició d'estrofes o tornades, com per exemple en les cançons "Change of idees" i "Out of hand" de Bad Religion.
- En altres casos, no arriba a ser amb prou feines una cançó, quedant més aviat en una intervenció sonora amb grup de rock, fins i tot de amb prou feines uns segons, com pot ser el tema "Caos" dels brasilers Ratos de Porao, i fins i tot de grans porcions de discos de grindcore.

El grup nord-americana de grindcore Anal Cunt va gravar un disc anomenat 5643 Song EP (el EP de 5.643 cançons) que, increïblement, té 5.643 cançons en menys de 15 minuts.
De vegades, el resultat és una estètica caòtica, però també és corrent polir aquestes composicions de forma compacta i impecable. Pot considerar-se un format propi característic dins del subgènere, fins al punt que la discogràfica Fat Wreck Chords va editar al finas dels anys 1990 el disc Short Music for Short People, disc compacte que recopila 101 cançons clàssiques i de nou encuny, d'altres tants grups, cap d'elles sobrepassant una execució de 30 segons.

## Evolució i estils

### Evolució del so hardcore
En els anys 80 un vessant del hardcore es va fusionar amb elements del heavy metal i el speed metal, i es va popularitzar en els circuits i publicacions de heavy metal, per grups com D.R.I., Suicidal Tendencies o Uncle Slam, que combinaven l'speed metal amb el punk. Conegut com a "crossover", açò va assentar precedents per a estils més forts de fusió de metall, hardcore i punk: thrash metal, thrashcore, deathcore, etc. -i representaria la llavor d'altres estils o etiquetes posteriors: metal hardcore, nu metal, "New School" (nova escola).
Influienciats pel D-beat de Discharge, que és una forma de hardcore quelcom menys ràpid que l'original, van aparèixer també estètiques sonores, encara que més ràpides i intenses, com el crustcore, i d'aquest el grindcore, caracteritzades per una sobrecàrrega dels elements definitoris de hardcore: velocitat, distorsió i veus fortes, sovint amb expressions guturals, aborronadores o terrorífiques.
A pesar d'existir una tendència majoritària cap a la intensificació de l'estètica sonora, també algunes línies tendeixen al refinament de la musicalitat, com el hardcore melòdic: igual de fort i ràpid, però incloent melodies treballades en la intervenció vocal i harmonies de diverses veus i algunes notes de guitarra. Els primers discos coneguts com a hardcore melòdic són "Suffer" i "No Control" de Bad Religion o "Can I Say" de Dag Nasty. Aquest estil va donar origen a un filó musical i un estil de producció d'estudi més tard imitats i desenrotllats per altres grups de Califòrnia, i que motivaria un ressorgiment comercial del punk i una nova expansió de la subcultura del punk en tot el món en els anys 90.
Altres sons basats en el refinament del punk són el post-hardcore, el punk-pop, hardcore-rock, i l'emo-core que arreplega herències de la música de Hüsker Dü i el heavy metal.

### La vella i la nova escola
Dins dels estils durs se sol parlar de "Old School" (vella escola) i "New School" (nova escola), Encara que no hi ha una opinió unànime sobre la definició.
- Una de les interpretacions pretén diferenciar l'estil més pròxim al punk del hardcore en el període comprés entre 1985 i 1988 en la ciutat de Nova York, basat en la fórmula original popularitzada des de 1978 per Bad Brains, en comparació amb estils de la dècada dels 90, que van combinar tempos més lents i fórmules d'execució i expressió propis del metall.

L'evolució de la duresa del so hardcore a la fi de la dècada dels 80, va tendir a una diversificació dels ritmes i a l'adaptació de recursos típics del heavy i el thrash metal. Apareix el que es coneix com a influència metalcore o metal hardcore o New School hardcore, en un principi anomenat crossover. Aquesta influència es va anar marcant a poc a poc cada vegada més, fins a bateries amb ritmes tallants i tècniques de doble bombo, guitarres amb una distorsió molt més marcada i tallant, veus guturals i amb parts lentes més a l'estil del heavy metal. Algunes evolucions es desmarquen de la dependència de la fórmula de la velocitat "ballable", cap als recursos de vegades més tallants (Earth Crisi), altres més "funkies" (25 Ta Life), altres més frenètiques i quasi conceptuals (Deadguy, Acme)
Gradualment es van popularitzar ritmes més variats i cançons complexes, amb unes quantes parts o moviments. A aquesta intensificació i diversificació responen també estils com l'emo-core. Els grups emo o emotional hardcore didieren del hardcore convencional per les seves guitarres més melòdiques i complexes, fins i tot quasi simfòniques, un so de distorsió més carregat, i veus extremadament expressives o esborronadorament intenses. Algunes complementaven les seves peces amb samplers i efectes electrònics. L'emo evolucionaria en els anys 1990 en l'estil conegut com a screamo. Grups que li van donar forma a aquest estil van ser Mohinder, Portraits Of Past, etc., fins a acabar en un so com el de Spirit Of Versailles, Orchid o Saetia, Scatter the ashes…
- Una segona interpretació pretén identificar les temàtiques polítiques d'esquerra o dreta (vella escola) més pròxims a l'estil punk, i a la "nova escola" amb els continguts centrats en el discurs de l'actitud i la positivitat o motivació.

## El hardcore punk com a subcultura
El hardcore i el punk conformen una heterogènia però prolífica font de moviments juvenils, artístics, veïnals, sociopolítics i ambient d'inspiració i intercanvi d'idees i informació.

## Hardcore punk band
- Agnostic Front
- Angry Samoans
- Bad Brains
- Bad Religion
- Biohazard
- Black Flag
- Blood for blood
- Circle Jerks
- Crown of Thornz
- Cruel Hand
- D.O.A.
- DumbColdcreation
- Cro-Mags
- Dead Kennedys
- Earth Crisis
- Embrace